# Голоедричний мінерал

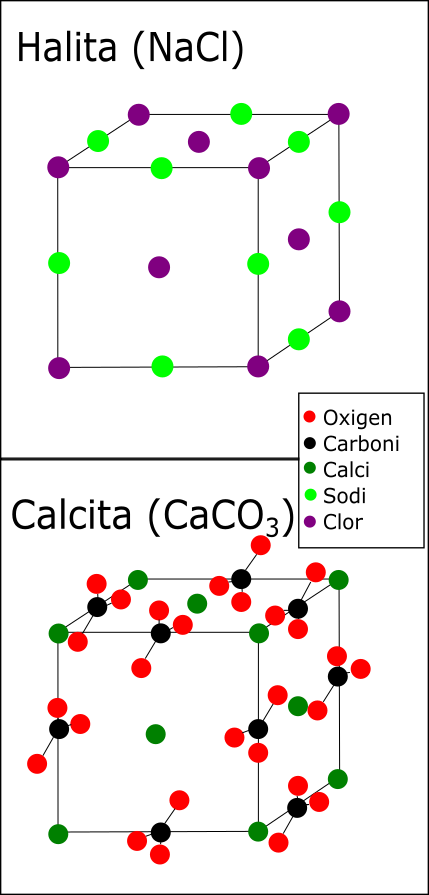
Приклад - голоедричний мінерал галіт.

Голоедричний мінерал (рос. голоэдрический минерал, англ. holohedral minerale – мінерал, побудований за типом найвищої симетрії.

## Вища категорія симетрії мінералів - кубічна

### Основні ознаки
- - найбільш симетричні кристали
  - присутня більш ніж одна вісь симетрії вищого порядку (L3 або L4)
  - обов'язкова присутність чотирьох осей третього порядку і, окрім того, або три взаємноперпендикулярні осі четвертого порядку, або три осі другого
  - максимальна кількість елементів симетрії може бути виражена формулою 3L44L36L29PC

### Приклади
- - приклади — кам'яна сіль (галіт), пірит, галеніт, флюорит тощо.